# トリーゼン
トリーゼン（標準ドイツ語：Triesen, アレマン語（リヒテンシュタイン方言）：Tresa（トレーザ））は、リヒテンシュタインで3番目に大きい基礎自治体。
15世紀からの歴史的な教会がいくつかあり、また1863年からの歴史的な織布工場もある。
2021年の調査によると、トリーゼンの人口は5,380人で面積は26.4km2だった。